# Système d'alimentation continue en encre

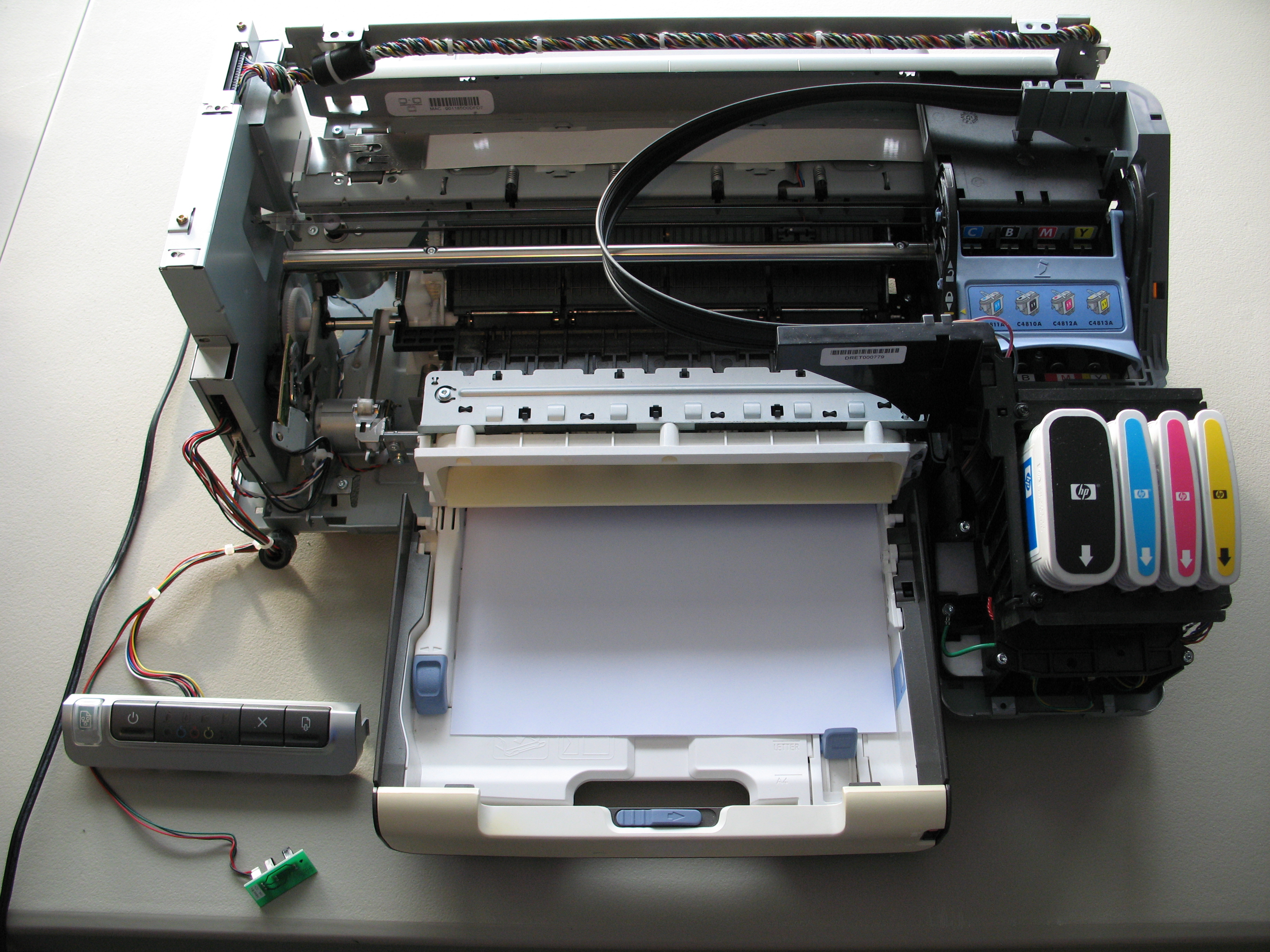
Système d'alimentation continue d'une imprimante HP Business Inkjet 1200n.

Un système d'alimentation continue en encre, plus connu sous le nom anglophone continuous ink supply system ou CISS, est un système utilisé pour l'impression numérique économique. L'installation permet d'imprimer considérablement moins cher que les systèmes classiques à cartouches jetables. De nombreuses imprimantes professionnelles ou semi-professionnelles incorporent un système d'alimentation continue dans leur conception pour augmenter le volume d'impression. 

## Principe du fonctionnement
Le système d'alimentation continue s'installe sur une imprimante à jet d'encre, un traceur ou un appareil multifonction (AMF). Les têtes d'impression compatibles sont fixées aux emplacement des cartouches originales, les réservoirs du système se plaçant pour leur part en dehors de l'appareil. Les têtes et les réservoirs externes sont connectés par des tuyaux en silicone.

### Avantages
- L'installation du CISS est très simple et ne prend que cinq à dix minutes. L'installation ne modifie pas la conception de l'imprimante, ce qui permet de conserver sa garantie constructeur d'origine.
- Le ravitaillement est simple et peut être effectué par un utilisateur novice.
- La stabilité de la qualité d'impression est assurée par une pression constante dans les têtes d'impression.
- Le rendement de l'imprimante est amélioré, puisqu'il n'est plus nécessaire de remplacer les cartouches ni de nettoyer les têtes d'impression.
- Le coût d'impression est réduit d'un facteur 20 à 50 (selon l'encre et de l'imprimante utilisées).
- Les têtes d'impression n'entrent pas en contact avec l'air lorsque l'on remplit les réservoirs, avec pour conséquence l'augmentation de leur durée de vie.
- Il est possible de ravitailler un seul réservoir à la fois.

### Inconvénients
- Le déplacement de l'imprimante d'un endroit à l'autre doit être effectué avec précaution, les réservoirs n'étant pas forcément étanches.
- Il est impossible de mélanger les encres lors du remplissage des réservoirs : pour assurer un bon fonctionnement il faut utiliser la même marque d'encre.

## Historique
L'histoire du CISS prend ses racines dans les années 1990. La première application du système d'encre continu date des années 1993-1994. Le premier CISS a été installé sur un traceur NovaJet de la compagnie Encad. Le principe de fonctionnement développé à l'époque est toujours utilisé dans les CISS actuels.
En 2003, les CISS ont été optimisés pour les imprimantes jet d'encre. Aujourd'hui, le CISS a gagné en popularité dans de nombreux pays. 

## Impact positif sur l'environnement
Le nombre de cartouches originales utilisées de par le monde augmente régulièrement et seule une petite partie est recyclée. La décomposition naturelle de toutes ces matières plastiques prend des centaines d'années ; aussi les CISS constituent-ils une alternative écologique.